# Szczaw polny

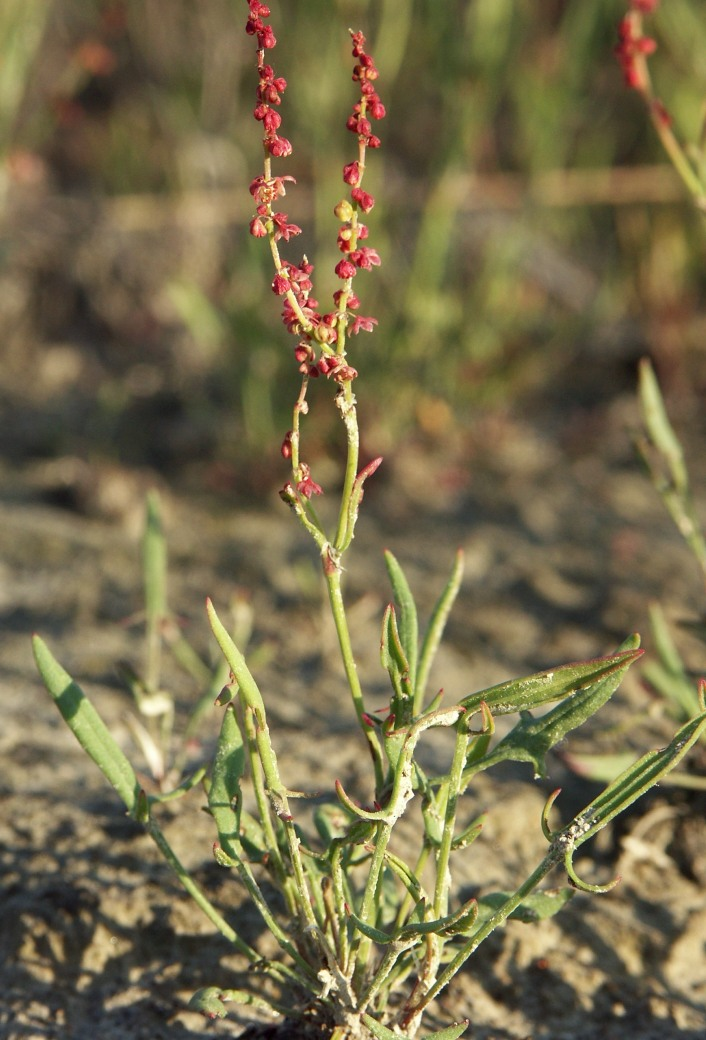

Szczaw polny (Rumex acetosella L.) – gatunek rośliny należący do rodziny rdestowatych. Jest szeroko rozprzestrzeniony: naturalnie występuje w Azji, Afryce Północnej i Europie, rozprzestrzenił się również w obydwu Amerykach, Afryce, Australii i na wyspach Melanezji i Polinezji. W Polsce jest pospolity na całym terenie.

## Morfologia

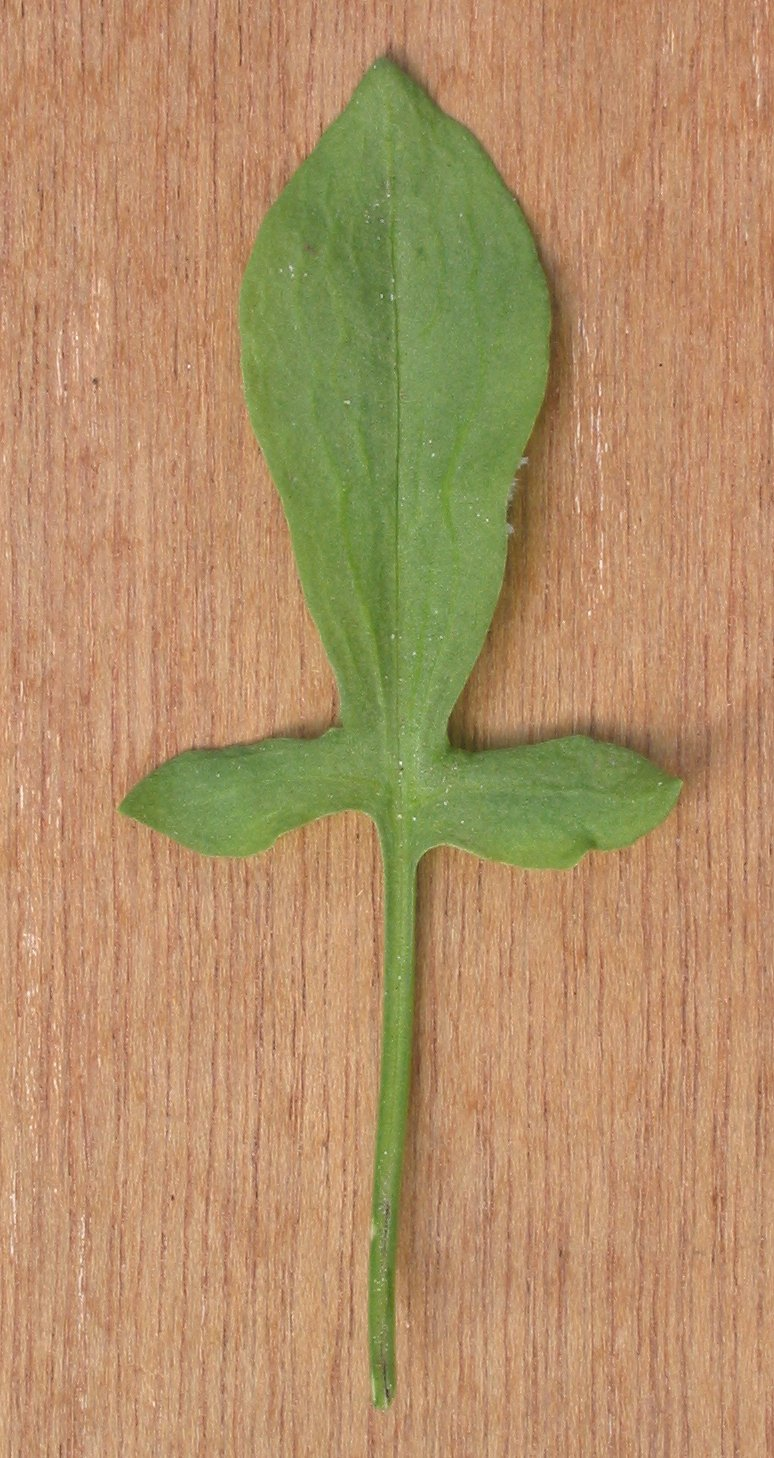
Liść

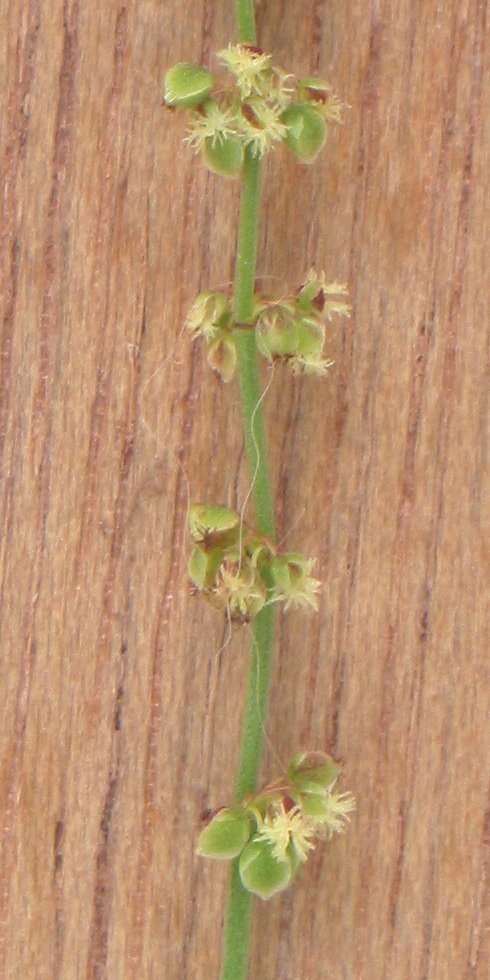
Łodyga z kwiatami

ŁodygaDosyć cienka, wzniesiona, o wysokości do 50 cm. W dolnej części często przebarwiona na czerwonawo. Powyżej połowy wysokości zwykle rozgałęzia się.
LiściePojedyncze, podłużnie lancetowate, na końcach zaostrzone, stopniowo zwężające się w ogonek liściowy. U nasady posiadają dwie oszczepowate, wyrastające na boki i ostro zakończone łatki. Podsadki zwykle nie posiadają tych łatek. Dolne liście wyraźnie większe. Kolor szarozielony. Przylistki zrośnięte są pochwą.
KwiatyRoślina dwupienna. Kwiatostan w postaci gron na długich, bezlistnych i rzadko rozmieszczonych rozgałęzieniach łodygi. Drobne kwiaty czerwonej barwy, 3-krotne. Okwiat sześciolistkowy, w dwóch okółkach. Listki okwiatu bez guzków, wewnętrzne listki o długości do 1,5 mm są unerwione, nie są przyrośnięte do owocu i mają podobną do niego długość. Szyjki słupka nie przyrośnięte do zalążni.
OwocTrójgraniasty orzeszek czerwonobrunatnej barwy.
KorzeńPalowy.

## Biologia i ekologia
Bylina, geofit korzeniowy. Kwitnie przez cały okres wegetacji. Roślina wiatropylna. Owoce roznoszone są przez wiatr (anemochoria). Siedlisko: pastwiska, ugory, nieużytki. Preferuje siedliska kwaśne i jałowe (roślina wskaźnikowa gleb kwaśnych). W górach występuje aż po piętro kosówki. W uprawach rolnych i ogrodowych pospolity chwast. W klasyfikacji zbiorowisk roślinnych gatunek charakterystyczny dla klasy (Cl.) Koelerio-Corynephoretea.
Roślina trującaTrujący jest cały pęd, a szczególnie liście (z powodu dużej zawartości kwasu szczawiowego). Ponadto roślina zawiera rutynę, saponiny.

## Zmienność
Tworzy mieszańce z szczawiem obrosłoowockowym.